# Radu Paraschivescu
Radu Paraschivescu (Bucarest, 14 de agosto de 1960) es un novelista, traductor, periodista y editor de libros rumano.

## Biografía
Se ha licenciado en la Facultad de Filología de Bucarest, sección inglés-frances, y luego trabajó como profesor de inglés en la enseñanza secundaría, bibliotecario y documentalista.
En 1993, trabajó como editor de libros en la editorial Olimp, después de un año en Elit y luego en la editorial RAO. En 2003 fue contratado como editor literario en la editorial Humanitas.
Desde noviembre de 2008, Radu Paraschivescu habla en la radio "RFI Rumania" en el programa "După vorbă, după sport" sobre el deporte más allá de lo inmediato.
Desde 2014 a 2019, Radu Paraschivescu presentó dos programas en la cadena de televisión "Digi 24": Dă-te la o carte y Pastila de limbă.

## Obras publicadas
Es traductor y coautor de dos obras de referencia en la literatura deportiva ( La Enciclopedia Larousse del Fútbol y Los Juegos Olímpicos de Atenas: 1896-2004 ). Ha traducido casi sesenta libros de autores británicos, estadounidenses, canadienses y franceses ( Salman Rushdie, Julian Barnes, John Steinbeck, William Golding, William Burroughs, Kazuo Ishiguro, David Foster Wallace, James Joyce, George Saunders, James Salter, James R. Wallen, Jonathan Coe, David Lodge, Virginia Woolf, François Mauriac, Scott Turow, John Grisham, Des MacHale, Nick Hornby, etc.).
Colaboró en "ProSport" y "Observatorio Cultural". Actualmente, tiene una columna para: " Idei în dialog", "Cuvântul", " Evenimentul Zilei" y " Gazeta Sporturilor ". Publica ocasionalmente en "România literară", "Lettre Internationale", "Dilema Veche", "Orizont", "Tomis", "Banatul", etc. 
Desde 2020 esta realizando junto al periodista Cătălin Striblea, el podcast "Vorbitorincii". Un podcast sobre sociedad, libros y algo de comida.
Debuta con dos novelas ( Efemeriada, Balul fantomelor ), un volumen de relatos sobre Bucarest ( Bazar bizar  ) y un ensayo sobre la deshonestidad en el deporte (Bandera Roja - 2005 ), para el que recibe el "premio nacional Ioan Chirilă" a la mejor casa de apuestas deportivas del año. En 2011 aparece ”Toamna decanei”  - Conversaciones con Antoaneta Ralian, y en 2012 publica su última novela: Astăzi este mâinele de care te-ai temut ieri (Hoy es el mañana del que temías ayer). En 2013 sale Maimuța carpatină.
Publicó los siguientes libros:
- Efemérides - 2000 (Efemeriada)
- El baile de los fantasmas - 2000 y 2009 (Balul fantomelor)
- Bazar extraño - 2004 y 2007 (Bazar bizar)
- La bandera roja. Campeones de ensueño, gestos de pesadilla - 2005 (Fanionul roșu. Campioni de vis, gesturi de coșmar), premio Ioan Chirilă al mejor libro de deporte.
- Que nuestra transición sea fácil. Pequeñas expresiones con significado. - 2006[11](Fie-ne tranziția ușoară. Mici rostiri cu tâlc - 2006)
- La guía del sinvergüenza - 2006[12][13](Ghidul nesimțitului - 2006)
- Me duele la cabeza, me duele la mente. Nuevas perlas de transición - 2007[14][15](Mi-e rău la cap, mă doare mintea. Noi perle de tranziție - 2007)
- Con el corazón arrancado del pecho - 2008[16](Cu inima smulsă din piept - 2008)
- De cientos de clichés. Astillas de lengua dura - 2009 [17] (Dintre sute de clișee. Așchii dintr-o limbă tare)
- Mariposa Negra - 2010[18][19](Fluturele negru)
- El otoño de la decana: conversaciones con Antoaneta Ralian - 2011 (Toamna decanei: convorbiri cu Antoaneta Ralian)
- Hoy es el mañana del que temías ayer, 2012 (Astăzi este mâinele de care te-ai temut ieri)
- El mono de los Cárpatos - 2013 (Maimuța carpatină)
- Moscas en el parabrisas de la vida. Nuevo catálogo de perlas, 2014 (Muște pe parbrizul vieții. Nou catalog de perle)
- Rumania en 7 gestos - 2015 (România în 7 gesturi)
- Nosotros hablamos, no pensamos. Nueva colección de perlas rumanas, 2015 (Noi vorbim, nu gândim. Nouă colecție de perle românești)
- Cómo piensan los políticos (¿Cómo? ¿Piensan los políticos?) Catalogo de perlas, 2016 (Cum gândesc politicienii (Cum? Gândesc politicienii?). Catalog de perle)
- Te espero a cascar (desde hoy, en horario de máxima audiencia) - 2016 (Aștept să crăpi (de astăzi, în prime-time)).
- El libro de la risa y la investigación, 2017 (Cartea râsului și a cercetării)
- ¿Qué le pasa al cerebro si aprendes nuevas palabras mientras tienes relaciones sexuales? - 2017 (Ce se întâmplă cu creierul dacă înveți cuvinte noi în timp ce faci sex)
- Dos escobas están charlando. Escenas rumanas, 2018 (Două mături stau de vorbă. Scene românești)
- Todo hombre le tiene miedo. Un partido, dos años y tres cargos de primer ministro, 2018 (Orice om îi este teama. Un partid, doi ani și trei premieri)
- No hay mas Rumanías en el mundo (lo que le faltaría al pleneta), 2019  În lume nu-s mai multe Românii (planetei noastre asta i-ar lipsi)
- El hombre que mueve las nubes, 2019 (Omul care mută norii)
- Réquiem alegre para mi padre, 2020 (Recviem vesel pentru tata)
- Escaparate con charlatanes, 2020 (Vitrina cu șarlatani)
- La aguja de oro y los ojos de Gloriana, 2021 (Acul de aur și ochii Glorianei)
- Somos rumanos (nadie es perfecto), 2022 (Noi suntem români (nimeni nu-i perfect))
- Puente del Diablo, 2022 (Podul diavolului)
- Claveles al burdel, 2023 (Garoafe la bordel)
- La libertad de depresión, 2024 (Libertatea de depresie)

## Volúmenes colectivos
- El libro con los abuelos. , coordinar por Marius Chivu, ed. Humanitas, 2007
- Historias de amor a primera vista, Ed. Humanitas, 2008
- Sobre Noica. Noica única (Centenario Constantin Noica – 1909/2009), Ed. Humanitas, 2008
- Răcani, pifani y veteranos. Cómo gastamos nuestro ejército , coordinar por Radu Paraschivescu, ed. Humanitas, 2008
- Iubire 13 / Amor 13, coord. por Marius Chivu, ed. Artes, 2010
- ¿Qué puedes hacer con dos palabras ?, coord. por Liviu Papadima, ed. Artes, 2012
- Intelectuales en la sartén. Recuerdos culinarios y 50 recetas. , Ed. Humanitas, 2012
- Story Seekers (un viaje por las bibliotecas actuales), Ed. Humanitas, 2012
- De Aguas a Similea. La gente genial escribe sobre su música. , coordinar por Radu Paraschivescu, ed. Humanitas, 2013
- Las casas de nuestras vidas, Ed. Humanitas, 2014
- Ventanas de Bucarest y sus historias, coord. por Cătălin D. Constantin, Editorial Peter Pan, 2015
- El libro de los sentidos, coord. por Dan C. Mihăilescu, ed. Humanitas, 2015
- Yo también viví en el comunismo, coord. por Ioana Pârvulescu, ed. Humanitas, 2015
- Mira quién habla, coordinador. por Florentina Sâmihăian, Liviu Papadima, Arthur Publishing House; 2016
- Mi Bucarest, Ed. Humanitas, 2016
- Escritores en la policía, coord. por Robert Șerban, Editorial Polirom, 2016, Escritores de la policía, coord. por Robert Șerban, Editorial Polirom, 2016, por Lavinia Braniște, Florin Lăzărescu, Adrian G. Romilă, Simona Tache, Nora Iuga, Moni Stănilă, Radu Paraschivescu, Ruxandra Cesereanu, Sorin Gherguț, Ioan Groșan, Florin Iaru, Viorel Marineasa, Ioan T. _ _ _ _ _ _ Alexandru Potcoava, Peter Demeny, V. Leac, Simona Sora, Radu Vancu .
- Cómo ser feliz en Rumanía, coord. por Oana Bârna, Editorial Humanitas, 2017

## Premios
En enero de 2020, fue condecorado con la Orden del "Mérito Cultural " en el rango de Caballero, Categoría A - "Literatura".